# Raphidia duomilia
Raphidia duomilia là một loài côn trùng trong họ Raphidiidae thuộc bộ Raphidioptera. Loài này được C.-k. Yang miêu tả năm 1998.